# Championnats d'Europe de patinage artistique 1949
Navigation
Édition précédente Édition suivante
Les championnats d'Europe de patinage artistique 1949 ont lieu du 28 au 30 janvier 1949 à Milan en Italie.
À la suite de la Seconde Guerre mondiale, les participations des athlètes d'Allemagne sont interdites à toutes les compétitions sportives internationales.
Les pays extra-européens ne sont plus autorisés à participer aux championnats européens, comme ils pouvaient encore le faire à l'édition précédente.

## Qualifications
Les patineurs sont éligibles à l'épreuve s'ils représentent une nation européenne membre de l'Union internationale de patinage (International Skating Union en anglais). Les fédérations nationales sélectionnent leurs patineurs en fonction de leurs propres critères.

## Podiums
| Épreuves                      | Or                          | Argent                      | Bronze                               |
| ----------------------------- | --------------------------- | --------------------------- | ------------------------------------ |
| Messieurs résultats détaillés | Edi Rada                    | Ede Király                  | Helmut Seibt                         |
| Dames résultats détaillés     | Eva Pawlik                  | Alena Vrzáňová              | Jeannette Altwegg                    |
| Couples résultats détaillés   | Andrea Kékessy / Ede Király | Marianna Nagy / László Nagy | Herta Ratzenhofer / Emil Ratzenhofer |

## Tableau des médailles
| Rang  | Nation          | Or | Argent | Bronze | Total |
| ----- | --------------- | -- | ------ | ------ | ----- |
| 1     | Autriche        | 2  | 0      | 2      | 4     |
| 2     | Hongrie         | 1  | 2      | 0      | 3     |
| 3     | Tchécoslovaquie | 0  | 1      | 0      | 1     |
| 4     | Royaume-Uni     | 0  | 0      | 1      | 1     |
| Total | Total           | 3  | 3      | 3      | 9     |

## Détails des compétitions

### Messieurs
| Rang | Nom          | Nation          | Places | Points | Fig. impo. | Prog. libre |
| ---- | ------------ | --------------- | ------ | ------ | ---------- | ----------- |
| 1    | Edi Rada     | Autriche        |        |        |            |             |
| 2    | Ede Király   | Hongrie         |        |        |            |             |
| 3    | Helmut Seibt | Autriche        |        |        |            |             |
| 4    | Carlo Fassi  | Italie          |        |        |            |             |
| 5    | Ladislav Čáp | Tchécoslovaquie |        |        |            |             |
| 6    | Zdeněk Fikar | Tchécoslovaquie |        |        |            |             |

### Dames
| Rang | Nom                   | Nation          | Places | Points | Fig. impo. | Prog. libre |
| ---- | --------------------- | --------------- | ------ | ------ | ---------- | ----------- |
| 1    | Eva Pawlik            | Autriche        |        |        |            |             |
| 2    | Alena Vrzáňová        | Tchécoslovaquie |        |        |            |             |
| 3    | Jeannette Altwegg     | Royaume-Uni     |        |        |            |             |
| 4    | Jiřína Nekolová       | Tchécoslovaquie |        |        |            |             |
| 5    | Dagmar Lerchová       | Tchécoslovaquie |        |        |            |             |
| 6    | Bridget Shirley Adams | Royaume-Uni     |        |        |            |             |
| 7    | Jacqueline du Bief    | France          |        |        |            |             |
| 8    | Barbara Wyatt         | Royaume-Uni     |        |        |            |             |
| 9    | Valda Osborn          | Royaume-Uni     |        |        |            |             |
| 10   | Andrea Kékessy        | Hongrie         |        |        |            |             |
| 11   | Lilly Fuchs           | Autriche        |        |        |            |             |
| 12   | Beryl Bailey          | Royaume-Uni     |        |        |            |             |
| 13   | Joan Lister           | Royaume-Uni     |        |        |            |             |
| 14   | Susi Giebisch         | Autriche        |        |        |            |             |
| 15   | Helga Haid            | Autriche        |        |        |            |             |
| 16   | Grazia Barcellona     | Italie          |        |        |            |             |

### Couples
| Rang | Nom                                  | Nation          | Places | Points |
| ---- | ------------------------------------ | --------------- | ------ | ------ |
| 1    | Andrea Kékessy / Ede Király          | Hongrie         |        |        |
| 2    | Marianna Nagy / László Nagy          | Hongrie         |        |        |
| 3    | Herta Ratzenhofer / Emil Ratzenhofer | Autriche        |        |        |
| 4    | Bela Zachová / Jaroslav Zach         | Tchécoslovaquie |        |        |
| 5    | Suzanne Gheldolf / Jacques Renard    | Belgique        |        |        |
| 6    | Jennifer Nicks / John Nicks          | Royaume-Uni     |        |        |
| 7    | Margot Walle / Allan Fjeldheim       | Norvège         |        |        |
| 8    | Elly Stärck / Harry Gareis           | Autriche        |        |        |
| 9    | Grazia Barcellona / Carlo Fassi      | Italie          |        |        |
| 10   | Eliane Steineman / André Calame      | Suisse          |        |        |
| 11   | Pamela Davis / Peter Scholes         | Royaume-Uni     |        |        |
| 12   | Silva Palme / Marco Lajovic          | Yougoslavie     |        |        |